# Ignaz Hösl
Ignaz Hösl (* 12. März 1881 in München; † 26. Dezember 1963 ebenda) war ein deutscher Archivar.

## Leben
Das Studium der Geschichte an der Ludwig-Maximilians-Universität München schloss Hösl 1906 mit einer Promotion bei Hermann Grauert über ein Thema zur Literatur- und Kirchengeschichte des beginnenden vierzehnten Jahrhunderts ab. Seit 1901 war er Mitglied der Katholischen Deutschen Studentenverbindung Aenania. Es folgte der Eintritt in den bayerischen Archivdienst. Von 1906 bis 1926 war er Mitarbeiter im Reichsarchiv München und von 1916 bis 1920 nominell wegen Kriegsdienstverpflichtung dem Kreisarchiv Bamberg zugeteilt. Er begann 1906 als Praktikant, wurde 1911 Akzessist und 1916 Kreisarchivassessor. Von 1916 bis 1920 arbeitete er wegen seiner Sprachbegabung als dienstverpflichteter Übersetzer in der Überwachungsstelle des 1. bayerischen Armeekorps, dann bei der zivilen Postüberwachungsstelle München. 1928 wurde er Staats-Oberarchivar im Geheimen Hausarchiv und war von 1932 bis 1936 dessen Abteilungsvorstand. 1934 wurde er Oberarchivrat und 1936 Archivdirektor in der Abteilung I des Hauptstaatsarchivs. Von 1939 bis 1947 und von 1948 bis 1949 war er (kommissarisch) Leiter der Abteilung I des Hauptstaatsarchivs München. Vom 9. November 1937 bis März 1947 wirkte er als ständiger Vertreter des Generaldirektors und war von September 1944 bis März 1947 zugleich kommissarischer Direktor des Hauptstaatsarchivs und kommissarischer Generaldirektor der Staatlichen Archive Bayerns. Zum 1. April 1949 wurde er in den Ruhestand versetzt.
Hösl war seit 1934 Dozent an der bayerischen Archivschule in München und seit 1949 Honorarprofessor an der Universität München.

## Schriften
- Kardinal Jakobus Gaiëtani Stefaneschi. Ein Beitrag zur Literatur- und Kirchengeschichte des beginnenden vierzehnten Jahrhunderts (= Historische Studien, Band 61), Berlin 1908. (Digitalisat)